# Greffe en couronne
La greffe en couronne est une technique de greffe permettant de changer la variété d'un arbre arrivé à maturité.
Elle consiste à glisser le (ou les) greffon entre l'écorce et le tronc du porte-greffe fraîchement coupé. C'est une méthode assez facile pour les débutants.

## Utilité
Elle permet de greffer des greffons de petite taille sur un arbre de diamètre bien plus important, raison pour laquelle on met souvent plusieurs greffons. Cela permet également que la montée de sève, importante dans un arbre à maturité, se répartisse sur les différents greffons et évite de « submerger » un seul greffon.
En pratique, on cale le greffon dans l'angle du cambium encore collé. Là, la structure est en place et indemne. Les chances de soudure y sont donc meilleures.